# Partecipanti al Gran Premio Miguel Indurain 2025
Elenco dei partecipanti al Gran Premio Miguel Indurain 2025.
Il Gran Premio Miguel Indurain 2025 è stato la sessantottesima edizione della corsa. Alla competizione presero parte 20 squadre: 10 iscritte all'UCI World Tour 2025, 7 UCI ProTeam e 3 UCI Continental Team.
Partenza con 132 ciclisti accreditati.

## Corridori per squadra
Nota: R ritirato, NP non partito, FT fuori tempo, SQ squalificato
| UAE Team Emirates XRG   | UAE Team Emirates XRG   | UAE Team Emirates XRG   | Arkéa-B&B Hotels             | Arkéa-B&B Hotels             | Arkéa-B&B Hotels             | Cofidis                | Cofidis                | Cofidis                |
| ----------------------- | ----------------------- | ----------------------- | ---------------------------- | ---------------------------- | ---------------------------- | ---------------------- | ---------------------- | ---------------------- |
| N°                      | Ciclista                | Clas.                   | N°                           | Ciclista                     | Clas.                        | N°                     | Ciclista               | Clas.                  |
| 1                       | Brandon McNulty         | 24°                     | 11                           | Kévin Vauquelin              | 29°                          | 21                     | Ion Izagirre           | 90°                    |
| 2                       | Igor Arrieta            | 14°                     | 12                           | Alessandro Verre             | 72°                          | 22                     | Jesús Herrada          | 89°                    |
| 3                       | Isaac Del Toro          | R                       | 13                           | Martin Tjøtta                | 15°                          | 23                     | Alex Aranburu          | 5°                     |
| 4                       | Vegard S. Laengen       | 107°                    | 14                           | Thibault Guernalec           | R                            | 24                     | Jonathan Lastra        | 109°                   |
| 5                       | Felix Großschartner     | 7°                      | 15                           | Edoardo Zamperini            | 70°                          | 25                     | Jan Maas               | 60°                    |
| 6                       | Marc Soler              | 23°                     | 16                           | Élie Gesbert                 | R                            | 26                     | Stefano Oldani         | 73°                    |
| 7                       | Pablo Torres            | 53°                     | 17                           | Simon Guglielmi              | 88°                          | 27                     | Sergio Samitier        | 35°                    |
| EF Education-EasyPost   | EF Education-EasyPost   | EF Education-EasyPost   | Lidl-Trek                    | Lidl-Trek                    | Lidl-Trek                    | Movistar Team          | Movistar Team          | Movistar Team          |
| N°                      | Ciclista                | Clas.                   | N°                           | Ciclista                     | Clas.                        | N°                     | Ciclista               | Clas.                  |
| 31                      | Archie Ryan             | 11°                     | 41                           | Andrea Bagioli               | 3°                           | 51                     | Jorge Arcas            | 77°                    |
| 32                      | Samuele Battistella     | 33°                     | 42                           | Patrick Konrad               | 74°                          | 52                     | Jon Barrenetxea        | 30°                    |
| 33                      | Alex Baudin             | 9°                      | 43                           | Bauke Mollema                | 26°                          | 53                     | Pablo Castrillo        | 79°                    |
| 34                      | Jardi van der Lee       | 95°                     | 44                           | Thibau Nys                   | 1°                           | 54                     | Gregor Mühlberger      | 80°                    |
| 35                      | Hugh Carthy             | R                       | 45                           | Otto Vergaerde               | 91°                          | 55                     | Antonio Pedrero        | 78°                    |
| 37                      | I. Lopez de San Roman   | 110°                    | 46                           | Héctor Álvarez               | 104°                         | 56                     | Diego Pescador         | 57°                    |
|                         |                         |                         |                              |                              |                              | 57                     | Nelson Oliveira        | 22°                    |
| Red Bull-Bora-Hansgrohe | Red Bull-Bora-Hansgrohe | Red Bull-Bora-Hansgrohe | Team Jayco AlUla             | Team Jayco AlUla             | Team Jayco AlUla             | Team Picnic PostNL     | Team Picnic PostNL     | Team Picnic PostNL     |
| N°                      | Ciclista                | Clas.                   | N°                           | Ciclista                     | Clas.                        | N°                     | Ciclista               | Clas.                  |
| 61                      | Roger Adrià             | 55°                     | 72                           | Davide De Pretto             | R                            | 81                     | Warren Barguil         | 37°                    |
| 62                      | Finn Fisher-Black       | 17°                     | 73                           | Anders Foldager              | 61°                          | 82                     | Romain Combaud         | 86°                    |
| 63                      | Lennart Jasch           | 85°                     | 74                           | Alan Hatherly                | 44°                          | 83                     | Bjoern Koerdt          | 34°                    |
| 64                      | Alexander Hajek         | 62°                     | 75                           | Asbjørn Hellemose            | R                            | 84                     | Gijs Leemreize         | 71°                    |
| 65                      | Daniel Martínez         | 56°                     | 76                           | Chris Juul Jensen            | 87°                          | 85                     | Guillermo Martinez     | 49°                    |
| 66                      | Luke Tuckwell           | 69°                     | 77                           | Mauro Schmid                 | 13°                          | 86                     | Oscar Onley            | 16°                    |
| 67                      | Maxim Van Gils          | 63°                     |                              |                              |                              |                        |                        |                        |
| XDS Astana Team         | XDS Astana Team         | XDS Astana Team         | Burgos-Burpellet-BH          | Burgos-Burpellet-BH          | Burgos-Burpellet-BH          | Caja Rural-Seguros RGA | Caja Rural-Seguros RGA | Caja Rural-Seguros RGA |
| N°                      | Ciclista                | Clas.                   | N°                           | Ciclista                     | Clas.                        | N°                     | Ciclista               | Clas.                  |
| 91                      | C. Champoussin          | 66°                     | 101                          | Ander Okamika                | 25°                          | 111                    | Fernando Barceló       | 32°                    |
| 92                      | Anthon Charmig          | 65°                     | 102                          | Jambaljamts Sainbayar        | 114°                         | 112                    | Joan Bou               | 40°                    |
| 93                      | Simone Velasco          | 8°                      | 103                          | José Luis Faura              | 45°                          | 113                    | Samuel García          | 54°                    |
| 94                      | Florian Kajamini        | R                       | 104                          | Hugo de la Calle             | 68°                          | 114                    | Alex Molenaar          | 2°                     |
| 95                      | Anton Kuzmin            | 84°                     | 105                          | José Manuel Díaz             | 20°                          | 115                    | Joel Nicolau           | 19°                    |
| 97                      | Harold Tejada           | 27°                     | 106                          | Sinuhé Fernández             | 64°                          | 116                    | Tomas Silva            | 4°                     |
|                         |                         |                         | 107                          | Eric Fagúndez                | 52°                          | 117                    | Tyler Stites           | 111°                   |
| Euskaltel-Euskadi       | Euskaltel-Euskadi       | Euskaltel-Euskadi       | Equipo Kern Pharma           | Equipo Kern Pharma           | Equipo Kern Pharma           | Team Polti VisitMalta  | Team Polti VisitMalta  | Team Polti VisitMalta  |
| N°                      | Ciclista                | Clas.                   | N°                           | Ciclista                     | Clas.                        | N°                     | Ciclista               | Clas.                  |
| 121                     | Iker Mintegi            | 67°                     | 131                          | Urko Berrade                 | 21°                          | 141                    | Alessandro Tonelli     | 50°                    |
| 122                     | Mikel Bizkarra          | 48°                     | 132                          | Iván Cobo                    | 42°                          | 142                    | Fernando Tercero       | 39°                    |
| 123                     | Xabier Isasa            | 97°                     | 133                          | Iñigo Elosegui               | 93°                          | 143                    | Gabriele Raccagni      | 100°                   |
| 124                     | Unai Zubeldia           | 108°                    | 134                          | Nil Gimeno                   | 92°                          | 144                    | Davide Bais            | 28°                    |
| 125                     | Ander Ganzabal          | 83°                     | 135                          | Unai Iribar                  | 41°                          | 145                    | Samuele Zoccarato      | R                      |
| 126                     | Txomin Juaristi         | 113°                    | 136                          | Pau Miquel                   | 10°                          | 146                    | Álex Martín            | 43°                    |
| 127                     | Gotzon Martín           | 51°                     | 137                          | Ibon Ruiz                    | R                            |                        |                        |                        |
| TotalEnergies           | TotalEnergies           | TotalEnergies           | Tudor Pro Cycling Team       | Tudor Pro Cycling Team       | Tudor Pro Cycling Team       | Anicolor-Tien 21       | Anicolor-Tien 21       | Anicolor-Tien 21       |
| N°                      | Ciclista                | Clas.                   | N°                           | Ciclista                     | Clas.                        | N°                     | Ciclista               | Clas.                  |
| 151                     | Mathieu Burgaudeau      | 31°                     | 161                          | Marc Hirschi                 | 6°                           | 171                    | Artëm Nyč              | 47°                    |
| 152                     | Joris Delbove           | 36°                     | 162                          | Jacob Eriksson               | 101°                         | 172                    | Tiago Santos           | 105°                   |
| 153                     | Fabien Doubey           | 75°                     | 164                          | Yannis Voisard               | R                            | 173                    | Alexis Guérin          | 46°                    |
| 154                     | Fabien Grellier         | 99°                     | 165                          | Fabian Weiss                 | 76°                          | 174                    | Harrison Wood          | 82°                    |
| 155                     | Jordan Jegat            | 18°                     | 166                          | Hannes Wilksch               | 38°                          | 175                    | Gonçalo Oliveira       | 106°                   |
| 156                     | Alan Jousseaume         | 81°                     | 167                          | Luc Wirtgen                  | R                            | 176                    | Rubén Fernández        | 102°                   |
| 157                     | Mattéo Vercher          | 12°                     |                              |                              |                              | 177                    | Victor Martínez        | 98°                    |
| Feirense-Beeceler       | Feirense-Beeceler       | Feirense-Beeceler       | Illes Balears Arabay Cycling | Illes Balears Arabay Cycling | Illes Balears Arabay Cycling |                        |                        |                        |
| N°                      | Ciclista                | Clas.                   | N°                           | Ciclista                     | Clas.                        |                        |                        |                        |
| 181                     | Byron Munton            | R                       | 191                          | Unai Esparza                 | 94°                          |                        |                        |                        |
| 182                     | Diogo Oliveira          | R                       | 192                          | Gonzalo Ariño                | 112°                         |                        |                        |                        |
| 183                     | Diogo Gonçalves         | 96°                     | 193                          | Pau Llaneras                 | R                            |                        |                        |                        |
| 184                     | Francisco Pereira       | R                       | 194                          | Álvaro Sagrado               | R                            |                        |                        |                        |
| 185                     | Ivo Pinheiro            | 59°                     | 195                          | Asier Pablo Gonzalez         | 58°                          |                        |                        |                        |
| 186                     | Fábio Oliveira          | R                       | 196                          | José Marín Aragon            | R                            |                        |                        |                        |
|                         |                         |                         | 197                          | Sergio Trueba                | 103°                         |                        |                        |                        |